# Pasto (ganadería)

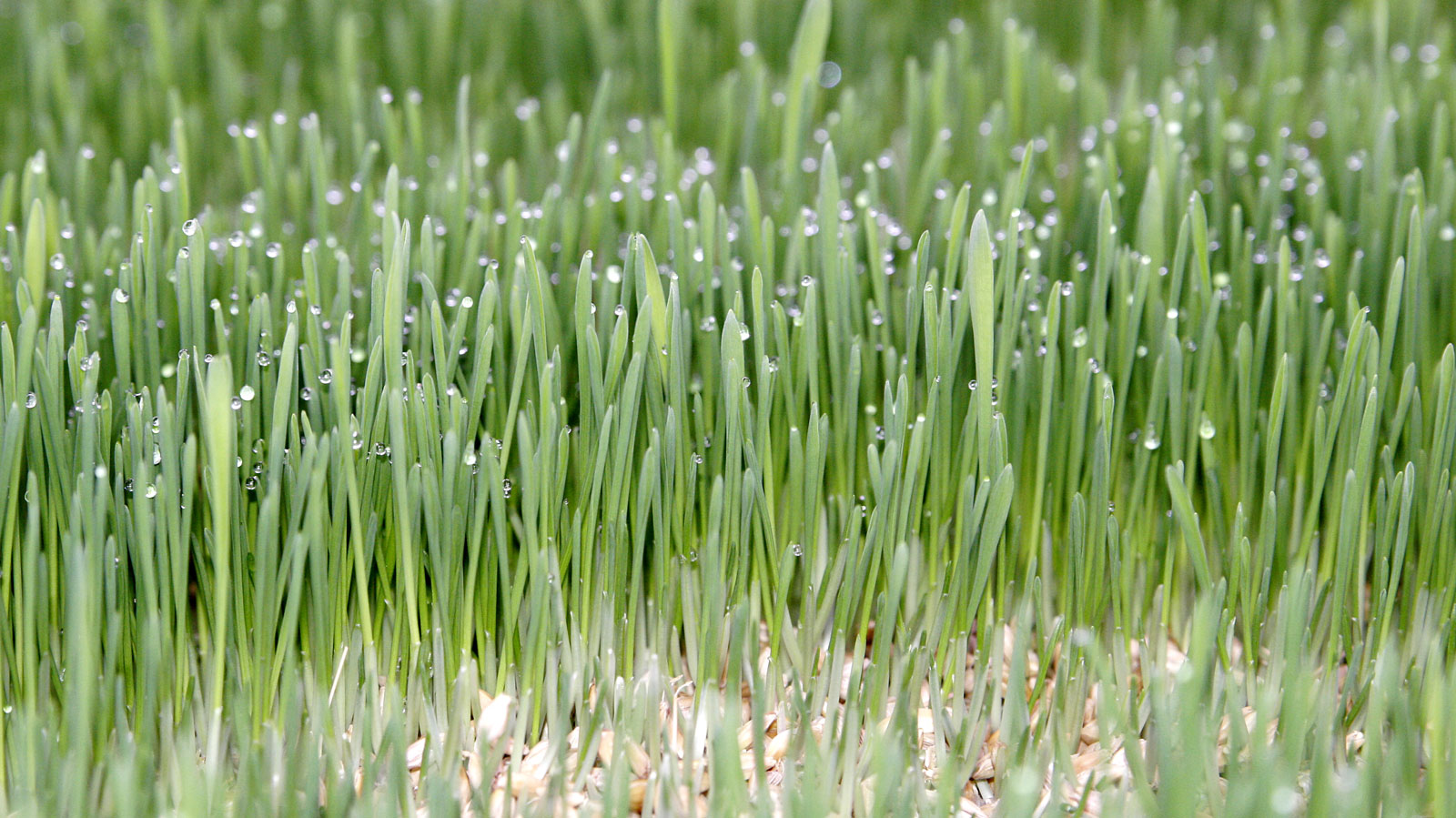
Plantación de cebada.

El pasto (en latín: pastus, participio pasado de pascere, "alimentar") es cualquier cosa que sirve para el sustento de los animales, especialmente la hierba que el ganado come en el mismo terreno donde se cría.
En general el pasto es de origen vegetal, aunque el producto que se da al ganado doméstico puede ser un derivado procesado al cual se hayan añadido minerales o restos animales. Para acentuar la calidad nutritiva del pasto (para las vacas, las ovejas o los cerdos, por ejemplo) se busca una naturaleza compensada entre leguminosas y gramíneas, de modo que se produzca una complementación proteínica.

## Características generales
Las gramíneas perennes y anuales, las leguminosas y las plantas herbáceas tienen diferentes hábitos de crecimiento, que también varían incluso dentro del grupo de las gramíneas. El conocimiento de las diferencias en el modo de crecimiento de las plantas es importante para diseñar sistemas de pastoreo que favorezcan el crecimiento de las plantas, la formación de suelos sanos y la producción de piensos de calidad para el ganado.

### Gramíneas

Diagrama de una gramínea típica

Las gramíneas pueden ser plantas anuales, que viven sólo una temporada, y perennes, que son plantas que viven más de dos años.
Las gramíneas perennes pueden ser de estaciones cálidas y de estaciones frías. A las perennes de estación fría les gusta crecer en condiciones frescas y húmedas, por lo que son más productivas en las épocas frescas de primavera y otoño. Estas plantas producen la mayor parte de su materia seca forrajera al principio de la temporada de pastoreo. Algunas variedades de las estaciones frías, especialmente en lugares con veranos secos y calurosos, pueden entrar en letargo durante un periodo de tiempo a mediados del verano. Por el contrario, las gramíneas de estación cálida crecen mejor y son más productivas durante el verano cálido y seco. Las gramíneas de estaciones cálidas pueden producir rendimientos muy elevados de forraje tanto para pastoreo como para cosecha en pleno verano.
Las gramíneas perennes incluyen especies, que están muy bien adaptadas al pastoreo. Sin embargo, otras gramíneas perennes, como el bromo liso o la fleo de los prados, son más susceptibles de ser mordisqueadas demasiado cortas. Esto se debe a las diferencias en el crecimiento de las plantas. El conocimiento de la anatomía y la fisiología de las plantas permite comprender por qué algunas hierbas se desarrollan mejor que otras en los pastos y por qué algunas responden de forma muy diferente a las distintas técnicas de pastoreo.
Cada planta de gramínea es un conjunto de brotes o hijuelos individuales que crecen desde la base o corona. Los brotes pueden desarrollarse a partir de semillas, pueden brotar de la base de plantas de hierba existentes o pueden surgir de estolones o rizomas.
Cada tallo consta de al menos una hoja y un punto de crecimiento. El punto de crecimiento de cada tallo se encuentra a nivel del suelo o cerca de él. A medida que el tallo comienza a crecer, surgen hojas adicionales. En primavera, tras el reposo vegetativo, se inicia un nuevo crecimiento a partir del punto de crecimiento del tallo a nivel del suelo. Más tarde, a medida que el tallo se alarga, será más fácil diferenciar los nudos de los entrenudos y ver que cada hoja se une al tallo en un nudo. A medida que el tallo se alarga, los entrenudos (zonas del tallo entre los nudos) se hacen más largos y algunos nuevos puntos de crecimiento se encontrarán más arriba en el tallo de la planta y en los cuellos de las hojas.
A medida que un tallo recién brotado crece, desarrolla su propio sistema radicular y, con el tiempo, podrán brotar de él más tallos. Así, cada hijuelo puede convertirse en otra planta de pasto autosuficiente si se separa del resto de la planta madre. Mientras los nuevos hijuelos permanezcan conectados al resto de la planta, pueden compartir las reservas de energía almacenadas mientras vuelven a crecer después del pastoreo. Esta es una de las características que ayuda a las gramíneas a adaptarse al pastoreo.
Las fases fisiológicas básicas del desarrollo de las gramíneas incluyen la fase vegetativa, la fase de elongación y la fase reproductiva. Si la planta crece a partir de una semilla nueva, también habrá una fase anterior: la germinación. La etapa de germinación comienza cuando las condiciones de temperatura y humedad del suelo hacen posible la germinación de la semilla. Es la etapa en la que el primer brote emerge de la semilla.
Durante la etapa vegetativa temprana, el punto de crecimiento permanece compacto cerca de la línea del suelo, donde se encuentra la corona de la planta de hierba. En esta etapa vegetativa se produce el crecimiento de las hojas. Más adelante, los entrenudos del tallo comienzan a alargarse. Esta es la fase en la que los tallos crecen y se hacen más visibles en el pasto. Esto también eleva algunos de los puntos de crecimiento de cerca del nivel del suelo a más arriba en el dosel del pasto.
Además de los puntos de crecimiento que se encuentran en la corona, donde se forman nuevos tallos en estas hierbas alargadas, también hay puntos de crecimiento en el cuello o base de cada hoja. Los puntos de crecimiento no se encuentran en las puntas de las hojas. Cuando se elimina la punta de la hoja, ésta no vuelve a crecer. En su lugar, las células de la base de la hoja (en el cuello o meristemo intercalar) se alargan para aumentar la longitud del limbo.
Los puntos de crecimiento también pueden encontrarse en otros lugares de las gramíneas, y también pueden denominarse yemas. Las yemas en la corona de la planta producen nuevos hijuelos. Las yemas también pueden encontrarse en rizomas y estolones. En algunas especies, las yemas también pueden aparecer en los nudos de las partes inferiores del tallo alargado de la hierba.
Después de que el punto de crecimiento de un tallo pase al modo reproductivo y comience a formar la cabeza de la flor, no producirá más hojas. En su lugar, el tallo se alargará para elevar la cabeza de la semilla. La flor emergerá y comenzarán a formarse las semillas. La parte final de la fase reproductiva se produce cuando las semillas maduran y acaban desarrollándose por completo.
Cuando una planta de pasto está empezando la fase vegetativa temprana, no tiene mucha superficie foliar y el ritmo de crecimiento es lento. Pero a medida que empieza a generar más hojas verdes, puede captar la luz solar y crecer más deprisa. El ritmo de crecimiento más rápido se produce en las fases vegetativas posteriores. Una vez que el tallo se ha alargado y la planta pasa a la fase reproductiva, el peso seco de la planta no aumenta; gran parte de él simplemente se redistribuye entre las distintas partes de la planta.
Para juzgar cuándo las plantas de un pasto están listas para pastar, es importante distinguir si están en la fase vegetativa, produciendo mucha hoja altamente digestible, o si, por el contrario, están produciendo muchos tallos menos digestibles a medida que se preparan para florecer y producir semillas. Esto permite al agricultor tomar decisiones acertadas que cuidan de las plantas, que necesitan tiempo suficiente para crecer, así como del ganado, que necesita forraje digestible de alta calidad.
Existen otras categorías de gramíneas con hábitos de crecimiento diferentes. Entre ellas se encuentran las gramíneas que forman tepes, las gramíneas de racimo y las gramíneas que alargan sus tallos incluso cuando no están en fase reproductiva. Comprender estos diferentes hábitos de crecimiento facilita la observación de lo que ocurre en el pasto y la toma de decisiones de gestión adecuadas.
Entre las gramíneas de crecimiento rápido se encuentran el pasto de los huertos, el Andropogon gerardi y la festuca alta, mientras que entre las gramíneas formadoras de tepes se encuentran el pasto azul de Kentucky, el alpiste y el grama. Cuando estas especies están presentes juntas en un pasto, cada una puede estar lista para pastar a una altura muy diferente.
Algunas hierbas, como el pasto azul de Kentucky, mantienen sus puntos de crecimiento al nivel del suelo o por debajo de éste durante toda la temporada. Otras, como el fleo de los prados, el alpiste, el bromo liso y el pasto varilla, alargan sus tallos y elevan sus puntos de crecimiento incluso cuando aún no están en su fase reproductiva. Como estas plantas producen más tallo, tienden a producir forraje menos digerible. Además, como elevan algunos de sus puntos de crecimiento, es probable que el pastoreo elimine puntos de crecimiento de estas plantas. Por lo tanto, también requieren un período más largo entre defoliaciones para que puedan volver a crecer nuevas hojas, hacer la fotosíntesis y reponer sus reservas de energía almacenadas. Estos tipos de gramíneas "articulares" o "elevadoras" se adaptan peor al pastoreo. Pueden prosperar en un pasto bien gestionado, pero requieren una gestión cuidadosa para que no se pasten demasiado poco o demasiado a menudo.

### Leguminosas

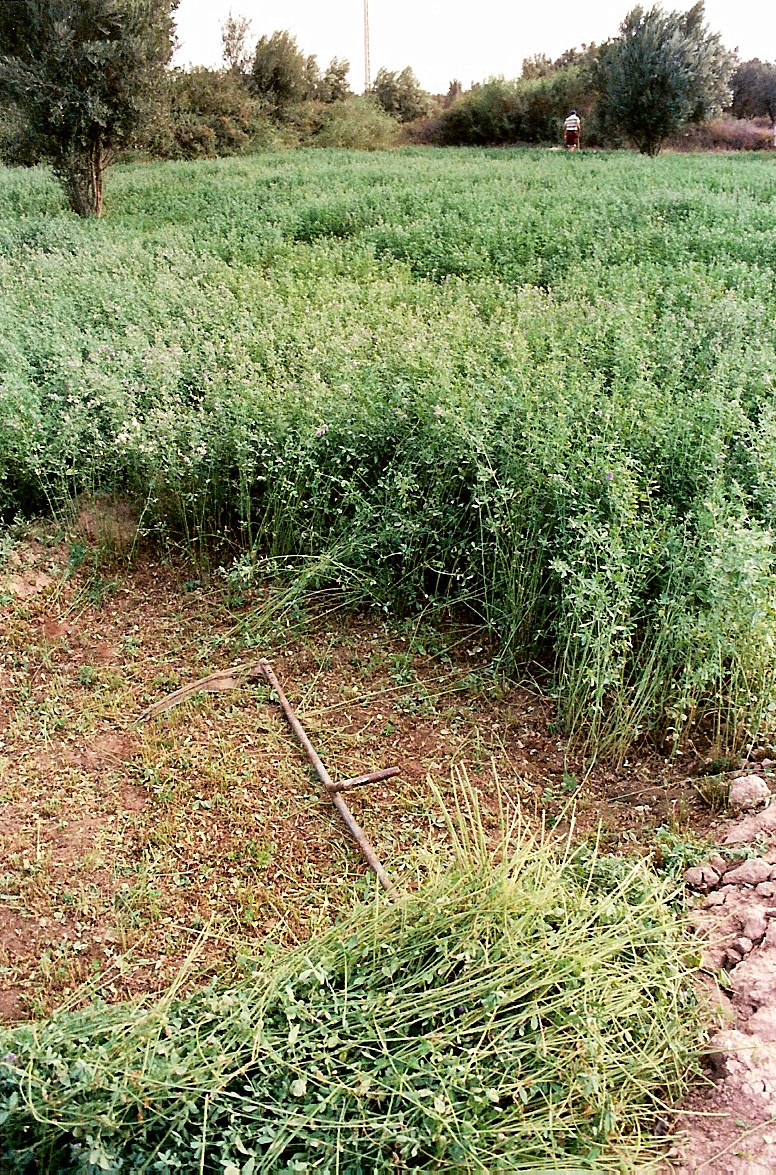
Pradera de alfalfa en Marruecos.

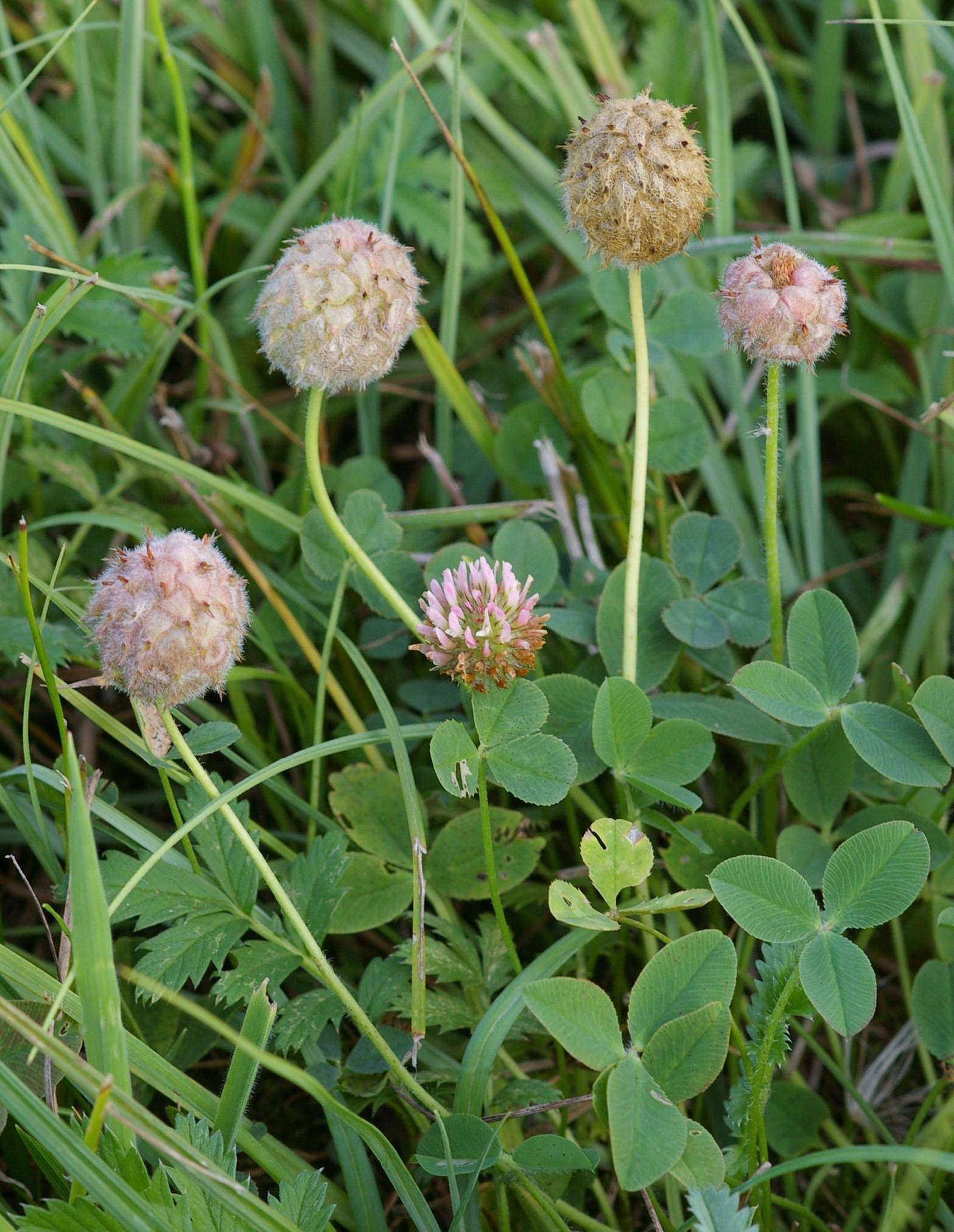
Trébol frutilla en floración, asociado a gramíneas en una pradera.

Las leguminosas son otro grupo importante de plantas en los pastos porque contribuyen a aumentar la fertilidad del suelo y proporcionan forraje altamente digestible y rico en proteínas para el ganado. Las leguminosas mantienen una relación simbiótica con unos microorganismos llamados rizobacterias que viven en sus raíces. Esta relación permite "fijar" el nitrógeno del aire para que las plantas puedan utilizarlo en su crecimiento. A cambio, las leguminosas proporcionan energía de carbohidratos a las rizobacterias. El nitrógeno recogido en este proceso mutuamente beneficioso también queda disponible en el suelo para que lo utilicen otras plantas de pasto, como las gramíneas. Por ello, la inclusión de leguminosas en una mezcla de pastos puede reducir o eliminar la necesidad de aplicar fertilizantes nitrogenados. Las leguminosas mezcladas con gramíneas también ofrecen una calidad forrajera ideal para el ganado. Al plantar leguminosas, puede ser una buena idea incluir con la semilla un inoculante de las especies adecuadas de rizobacterias.
Al igual que ocurre con las gramíneas, las diferencias climáticas regionales determinarán qué leguminosas crecerán mejor en una explotación concreta.
Las leguminosas se diferencian de las gramíneas en varios aspectos. En primavera, los tallos de las leguminosas comienzan a crecer en longitud inmediatamente; no se pasa de una fase vegetativa a otra de elongación como en las gramíneas. Las leguminosas tienen muchos puntos potenciales de rebrote y pueden producir flores tanto en las ramas laterales como en los tallos principales.
Dentro de las leguminosas, algunas especies son perennes y otras anuales. Algunas son plantas erguidas muy altas con raíces profundas, mientras que otras son de crecimiento bajo. Por ejemplo, la alfalfa tiene un hábito de crecimiento erguido, pero el trébol blanco tiene un hábito de crecimiento horizontal y el trébol de pata de pájaro tiene hábitos de crecimiento intermedios.
Las plantas de alfalfa son perennes y tienen una corona por encima de la superficie del suelo, por lo que pueden resultar dañadas por el pisoteo, razón por la cual pueden no persistir bajo pastoreo de alta densidad. Además, a la alfalfa le va mejor si el pastoreo no es demasiado corto, ya que el pastoreo corto puede permitir que el ganado consuma realmente las coronas, donde se sitúan muchos de los puntos de crecimiento de las plantas de alfalfa.
El trébol blanco, también perenne, es una de las plantas mejor adaptadas al pastoreo, debido a su hábito de crecimiento bajo y extendido. Sin embargo, también es sensible a la sombra y desaparece en los pastos cubiertos de maleza o en los pastos que se dejan crecer a gran altura con frecuencia. El trébol blanco tiene raíces relativamente superficiales, por lo que es más probable que sea menos productivo durante el calor y la sequía de mediados de verano que la alfalfa o el trébol rojo, que tienen raíces más profundas. Por esta razón, el trébol blanco puede mostrar variaciones estacionales significativas en el crecimiento.
Tras la defoliación, las hojas del trébol blanco rebrotarán rápidamente de los estolones horizontales. Con el tiempo, esas hojas envejecerán y otras plantas, como las gramíneas y las hierbas de hoja ancha, también crecerán hacia la luz solar. Cuando se formen nuevas hojas de trébol y emerjan bajo el dosel vegetal del pasto, recibirán menos luz debido a la sombra. La planta de trébol "sabe" esto, sin embargo, por lo que responde alargando este nuevo grupo de pecíolos de la hoja para levantar las nuevas hojas hacia la luz. Esta adaptación es una de las razones por las que el trébol blanco se da tan bien en los pastos.
El trébol tiene hojas horizontales en lugar de verticales como las gramíneas. Esto añade más densidad al dosel del pasto para que pueda captar tanta luz solar como sea posible.
El trébol presenta un movimiento fototrófico que hace que los tallos y las hojas se orienten hacia el sol. Se trata de una ventaja para el crecimiento, ya que las hojas interceptan más luz a lo largo del día. Este movimiento se produce cuando las plantas alargan las células de los tallos sólo por el lado más alejado de la luz. Esto tiene el efecto de doblar o mover los tallos y las hojas hacia el sol.
El trébol blanco también responde a la sombra y al sol en sus estolones, ya sea haciendo crecer más ramas o alargándose. En zonas de sombra densa y macizos de hierba, los estolones (tallos horizontales) del trébol tienden a crecer linealmente. Pero cuando llegan a un hueco iluminado por el sol en el pasto, se ramifican profusamente para colonizar la zona abierta. Esta adaptación es una de las razones por las que el trébol blanco se extiende de forma natural en muchos pastos.
Además de las leguminosas perennes mencionadas (trébol blanco, trébol violeta, alfalfa), existen también varias especies de leguminosas anuales. Las leguminosas anuales, como los guisantes y las habas, suelen cultivarse como cereal, pero también como ensilado, abono verde o pasto. Constituyen un alimento rico en proteínas y, cuando se utilizan como pasto anual, suelen cultivarse como parte de una mezcla con otras plantas. El cultivo de leguminosas anuales con gramíneas anuales de porte erguido, como la avena, servirá de soporte para que las leguminosas trepadoras se mantengan erguidas. La mezcla con gramíneas también proporcionará una gama más amplia de nutrientes forrajeros. El pastoreo en franjas es una de las mejores formas de pastorear estas mezclas anuales, porque es más fácil limitar la ingesta diaria de los pastos anuales y evitar el pisoteo del forraje no pastoreado.
Cuando se pastorean leguminosas anuales y perennes, puede existir riesgo de hinchazón de los animales.

## Plantas formadoras de pastos

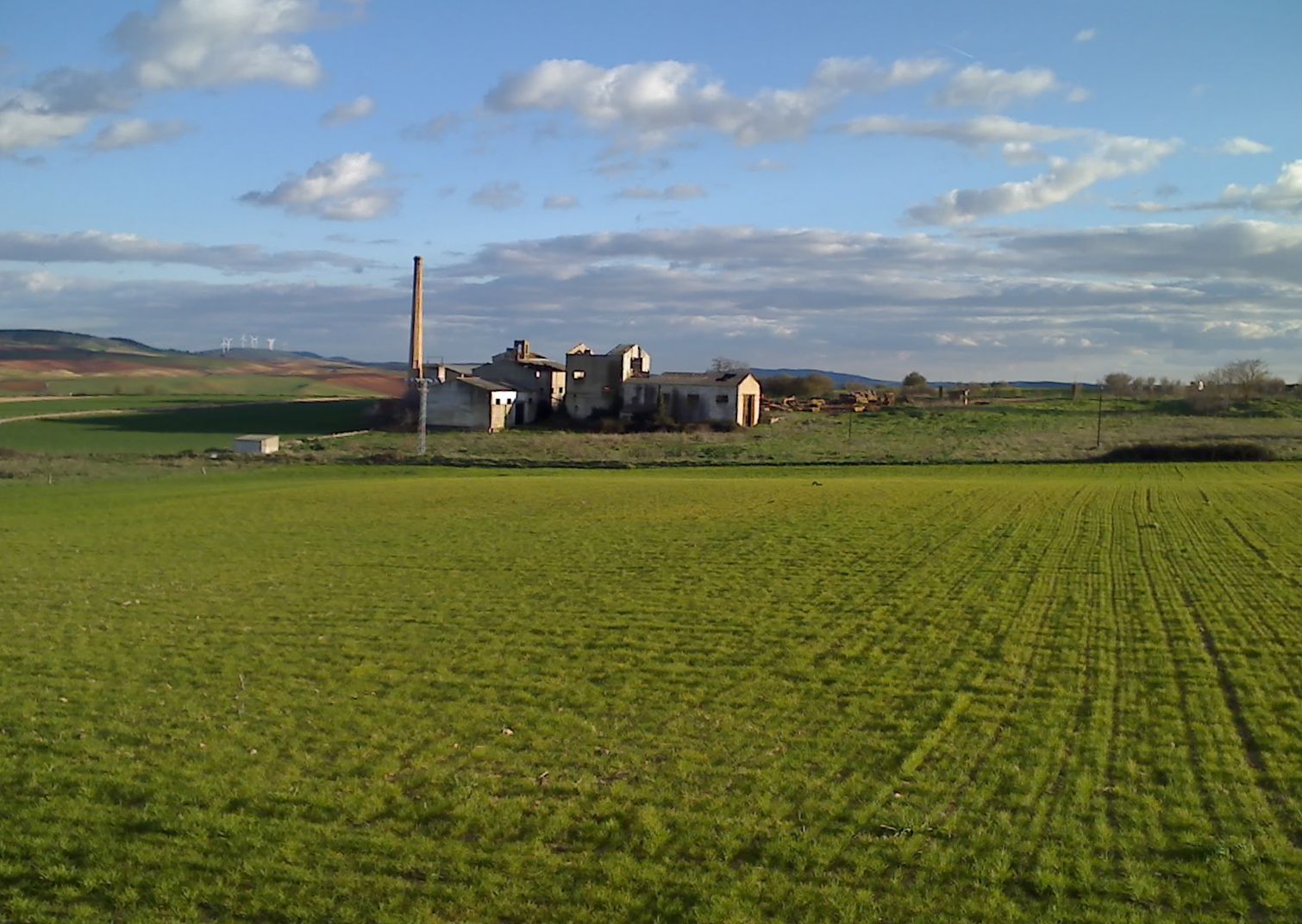
Campo cultivado.

- Hierba (como pasto fresco o almacenado como heno)

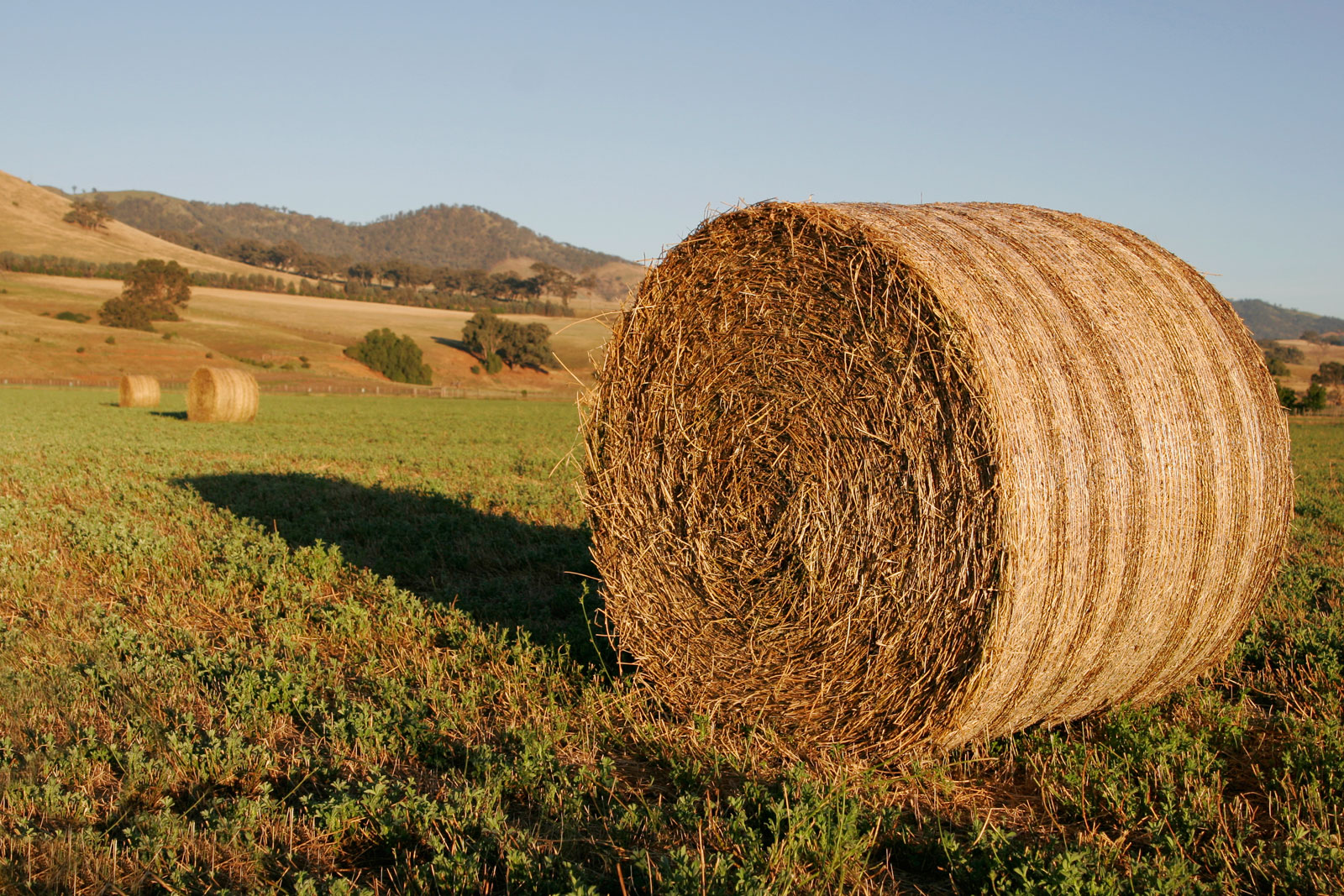
Balas con pasto empaquetado.

  - Lolium
  - Cynodon o grama
  - Phleum pratense
  - Danthonia
- Trigo
- Mijo
- Soya

- Avena
- Alfalfa
- Trifolium o tréboles
  - T. pratense
  - T. repens
  - T. subterraneum
- Maíz
- Brassica
  - B. oleracea o col
  - B. napus o colza
  - B. napobrassica o colinabo
  - B. rapa o nabo
- Lotus corniculatus
- Arecaceae o palmeras

## Historia del pastoreo de ganado

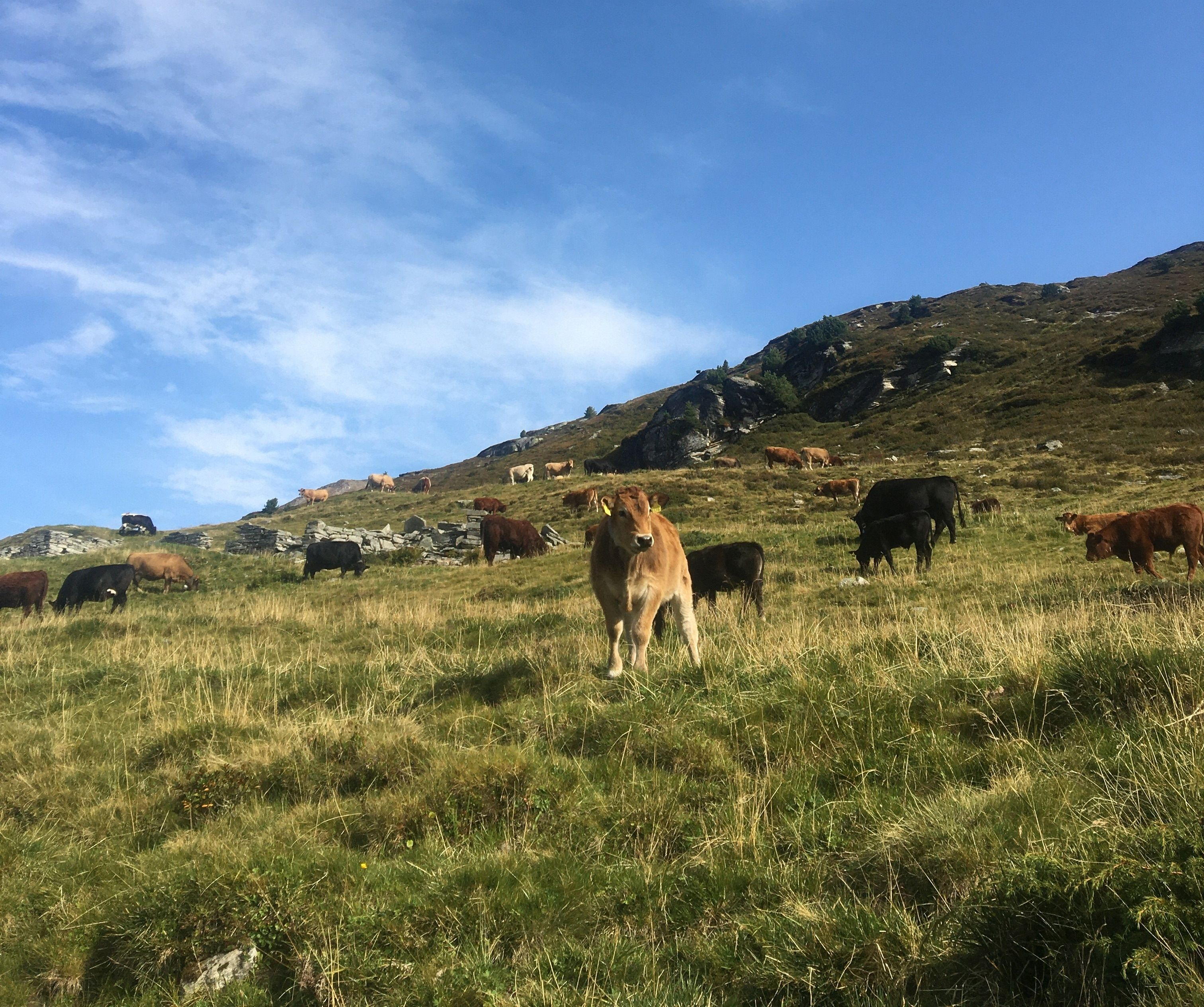
Ganado bovino pastando en praderas naturales de montaña en Suiza.

La pradera de pasto se refiere al espacio donde el ganado pasta en determinadas épocas del año. 
El criador puede programar una cadena de pastoreo (también llamada rotación de pastoreo): desarrolla un circuito de pastoreo según las posibilidades de los recursos (composición, estado de desarrollo) en relación con la vegetación disponible. El tipo de suelo, la exposición, el acceso al recurso, la presencia de un área de descanso, un abrevadero, la facies de vegetación, el tamaño del rebaño, el estado deseado de salida, dictan su elección en cuanto al uso sucesivo. de las parcelas durante la campaña.
Una pradera bien manejada, sobre un suelo poco húmedo y que drene bien, por tanto muy diferente a las praderas húmedas desarrolladas por el hombre o suelos encharcados o francamente turbas, proporciona generalmente más hierba en calidad y en cantidad que la siega regular. de herbazales protegidos, por ejemplo la siega del heno, cuya veda suele estar abierta en San Juan o en el solsticio de verano. El pisoteo de animales promueve el macollamiento, es decir, el engrosamiento de la formación vegetal en la base, y el ramoneo o pastoreo en el sentido antiguo, el pastoreo o empanado, de los animales mejora indiscutiblemente en pocos años el pastoreo, en particular la mella del ganado muchas veces favorece las legumbres y tiene el efecto de hacer que la hierba sea más nutritiva. Este fenómeno es particularmente notable en las dehesas saladas de las costas marítimas o en los pastos de altura. Cabe señalar que la ganadería intensiva se fue generalizando poco a poco a partir  del siglo XVII, la partición de las vacas en el establo, se explica por la estructura fija del terreno y el deseo de tener cerca de las casas hierba fresca, sin ensuciar, sin pisotear y las mayores reservas posibles durante la larga invernada del rebaño mantenido en establos.
Se pueden encontrar escarabajos, polen y restos de plantas en restos de asentamientos de la Edad de Piedra, lo que indica que partes de Europa Central ya eran un paisaje relativamente densamente poblado con campos y pastos hace más de 7000 años. Sin embargo, Heinz Ellenberg evaluó este pastoreo, que también fue documentado por otras fuentes, como "no según el plan". Según él, la gestión podría haber sido similar a la agricultura migratoria.
Hasta la época moderna, el sistema de los tres campos se utilizaba fundamentalmente en Europa Central, en los que se pastoreaba la tierra en barbecho. La compulsión de cultivar en la Edad Media tenía como objetivo utilizar las áreas de "pastos generales" —los comunes— durante el mayor tiempo posible, que también incluían los campos entre la cosecha y el espigado (formación de tallos) del grano. En ese momento, las comunidades vegetales de las tierras de cultivo tenían una proporción significativamente mayor de pastos y también eran significativamente más ricas en especies.
El ramoneo del grano acumulado promovió el macollaje y el pastoreo de lo que entonces era una vegetación parecida a un césped después de la cosecha. Esto ayudó a controlar las malas hierbas y alimentar al ganado. El estiércol de los animales fertilizaba los campos, especialmente cuando estaban encerrados por la noche. El ganado solo se mantenía alejado de los campos cuando se disparaba el grano. Las parcelas de tierra —el Zelge y más tarde Kämpe— estaban cercadas con árboles espinosos, muros o murallas, de las que surgían los setos y los knicks , algunos de los cuales se manejaban como montes bajos .
Aparte de estas tierras baldías de la economía de tres campos de la Alta Edad Media, también estaban, por supuesto, los Hutewalds , que surgieron en la Edad Media cuando el ganado era conducido a los bosques para ser engordado. Los animales causaron daños duraderos a la cubierta arbórea y transformaron los bosques en paisajes abiertos "parecidos a una sabana". Finalmente, la cría itinerante de ovejas también desempeñó un papel en áreas con suelos ligeros e infértiles , como en Lüneburg Heath o en Lechtalheiden.

## Importancia ecológica
El ser humano ha modificado la ecología de diversos ecosistemas para generar pastos aptos para la ganadería extensiva. Esto hizo especialmente relevante la práctica de pastoreo selectivo para acentuar el crecimiento de las especies vegetales más nutritivas, para lograr ganancia en masa muscular y producción láctea, con el fin de dar un rédito económico al productor.